# مسجد عبد الله بن عباس بالطائف
مسجد عبد الله ابن عباس من أشهر مساجد مدينة الطائف الجبلية، وأنشئ عام 592هـ أيام الناصر لدين الله أبي العباس أحمد بن المستضيء العباسي، وسمي بذلك لأنه يقع بجوار مقبرة حبر هذه الأمة وفقيهها الصحابي الجليل عبد الله بن عباس الذي أخبر رسول الله بموته ودفنه في الطائف.

## وصف المسجد
يقول المؤرخ عيسى القصير «أحب ابن عباس التنقل بين الشام والمدينة المنورة والطائف لنقل العلوم الدينية وتعليمها للناس إلا انه أحب الطائف لقربها من مكة المكرمة، واستقر بها حتى وافته المنية عام 68هـ، ودفن بها في الجهة التي تقع أمام مصلى النساء حاليا، وهي مسورة بالزنك، وبني بعد ذلك المسجد حوله وسمي باسمه».
ويقع بجوار قبر ترجمان القرآن، بحسب بعض الروايات أن قبر محمد بن الحنفية، أخي الحسن والحسين من الأب، وهناك بعض الروايات التي تؤكد أن هناك قبرا ثالثا لعبد الله بن رسول الله، الملقب الطاهر الطيب الذي دفن هو الآخر هناك.
ومن الجهة الشرقية للمسجد، يقع قبر الشهداء وهو ذو مساحة صغيرة جدا، وللقبر قصة، فقد شهدت مدينة الطائف قدوم رسول الله ﷺ مرتين، الأولى في عام الحزن في العام العاشر من البعثة، والأخرى في العام الثامن من الهجرة، فقد قدم رسول الله  وبعض الصحابة رضوان الله عنهم أمثال أبي بكر الصديق وعمر ابن الخطاب وعلي بن ابي طالب وغيرهم لفتح الطائف ودعوة قوم بني ثقيف للدخول إلى الإسلام بعد غزوة حنين. واختار رسول الله أرضا بيضاء قاحلة تقع في قلب الطائف (حاليا هي موقع المسجد) لتكون مواجهة لسدود بني ثقيف، وبدأت المعركة بدق المنجنيق الذي وقف أمامه السور دون أن يحركه حتى انهالت على المسلمين النبال، والتي أدت إلى استشهاد 11 صحابياً كريماً والذين دفنهم رسول الله ﷺ في تلك البقعة التي وقفوا عليها وتسمى حاليا مقبرة الشهداء وتقع بجوار المسجد.
يصف القصير المسجد قديما في عهد الأشراف، حكام الحجاز سابقا، بأنه كان صغير المساحة مبنيا كغيره من المباني بالحجارة، وأرضه تراب وعليه مئذنة عثمانية الزخرفة، ويقول «جددت عمارة المسجد في العهد العثماني مرات عدة، وتم بناؤه بالمسلح الحديث في العهد السعودي، الأول في عهد الملك سعود والذي قام بتوسعته وتجديده مناسبا لزخرفة العصر الحديث، والتوسعة الأخرى. والتي هي عليه حاليا كانت مطلع عهد الملك فيصل وبلغت مساحة المسجد ما يقارب 15 ألف متر مربع».
وكان المسجد كما يذكر القصير في كتابه «الطائف القديم» بأنه كان يؤدي دوره في حلقات التدريس علوم القرآن والحديث والفقه منذ القدم، فكان يضم حلقات تحفيظ القرآن وسبقته الكتاتيب لتعليم الأولاد والأطفال مبادئ القراءة والكتابة وحفظ القرآن، وكانوا يفترشون الأرض بالحنابل أو بساط الخصف «سعف النخيل»، أو صوف.
ومن أبرز تلك الكتاتيب المجاورة للمسجد كان كتّاب الشيخ محمد صالح الخادم إمام وخطيب المسجد، والشيخ عبد القادر الخادم، والشيخ صالح قطان، إضافة إلى أن مؤرخ الطائف العلامة أحمد الميروقي كان يدرس ويتلقى تعليمه بالمسجد سنة 644هـ على يد العالم تقي الدين المهدوي القرشي وغيره.
وبنيت بجوار المسجد منازل ودور سكن ودكاكين مما أدى إلى إنشاء الأزقة والبرحات من حوله؛ ومن أشهرها برحة العباس التي صارت مكانا مهما للتبادل التجاري والثقافي. ويتذكر القصير بعض نفحات تلك الذكريات الطائفية بقوله «في عيد الفطر تعرض جميع الدكاكين أنواعا من المواد الغذائية، ولعب الأطفال والزينة، وكانت هناك بسطات لبيع المأكولات الشعبية، وتخصص أماكن لألعاب الصغار كالمراجيح، وهناك من كان يقوم بتأجير الخيل والحمير في الأعياد». وكان أئمة المسجد يحرصون في شهر رمضان على صلاة التراويح والقيام وختم القرآن ـ ما زال إلى اليوم ـ ويحرض أئمته على ختم القرآن في العشر الأواخر من شهر رمضان، ويشهد المسجد في هذه الليلة ازدحاما شديدا بالرغم من مساحته الواسعة.
واهتم آل الخادم بخدمة المسجد وسدانته وكان آخرهم الشيخ حسن بن سعيد المخرج الخادم وبعده في العهد السعودي قد كان الشيخ يحيى بن عمر الشيخ الخادم -رئيس المجلس البلدي بالطائف- قيما على مسجد عبد الله بن عباس لأكثر من سبعين عاما وألغي هذا المسمى رسميا بعد وفاته من قبل وزارة الشؤون الإسلامية والأوقاف والدعوة والإرشاد.